# Réserve nationale de faune de Nirjutiqavvik
La réserve nationale de faune de Nirjutiqavvik (anglais : Nirjutiqavvik National Wildlife Area) est une réserve nationale de faune du Nunavut (Canada). Elle comprend l'entièreté de l'île Coburg ainsi que l'îlot Princess Charlotte Monument et la surface marine sur un rayon de 10 km l'entourant. Elle est gérée par le service canadien de la faune.
L'entièreté de la réserve est comprise dans la zone importante pour la conservation des oiseaux de Cambridge Point.

## Faune
Les eaux marines de la réserve sont riches en crustacés et poissons permettant à de nombreuses espèces, notamment d'oiseaux et de mammifères, de s'en nourrir.
Le site abrite d'importantes colonies d'oiseaux : Guillemot de Brünnich et Mouette tridactyle principalement, mais aussi Fulmar boréal, Goéland bourgmestre, Guillemot à miroir et Macareux moine. La Mouette blanche est occasionnelle.
Les mammifères présents comportent des espèces remarquables : ours blanc, béluga, narval, morse, phoque annelé, phoque barbu et phoque du Groenland.